# Liste des stations thermales des Pyrénées
Pour un article plus général, voir Liste des stations thermales françaises.
La chaîne de montagnes des Pyrénées est le lieu de nombreuses sources d'eau. À partir du XIXe siècle de nombreuses stations thermales y ont été construites.

## Andorre
- Caldea

## Espagne

### Navarra
- Baños de Fitero à Fitero

### Aragon
- Balneario de Panticosa
- Benasque
- Lac de Yesa

### Pyrénées catalanes
- Bains de Tredòs (Baños de Tredos en espagnol) à Salardù, commune de Naut Aran
- Caldes de Boí en La Vall de Boí
- Termas Baronía de Les à Les

## France

### Pyrénées-Atlantiques
Département des Pyrénées-Atlantiques :
- Biarritz (thalassothérapie)
- Cambo-les-Bains (rhumatologie et voies respiratoires)
- Eaux-Bonnes (rhumatologie et séquelles de traumatisme, oto-rhino-laryngologie et voies Respiratoires)
- Eaux-Chaudes (voies respiratoires, rhumatologie, fibromyalgie)
- Salies-de-Béarn (rhumatologie, troubles de croissance, gynécologie)

### Hautes-Pyrénées
Département des Hautes-Pyrénées :
- Argelès-Gazost (phlébologie, voies respiratoires)
- Cauterets (rhumatologie et voies respiratoires)
- Beaucens (rhumatologie)
- Barèges-Sers-Barzun (rhumatologie et voies respiratoires)
- Luz Saint Sauveur (phlébologie, voies respiratoires, gynécologie)
- Grands thermes de Bagnères-de-Bigorre et Aquensis, à Bagnères-de-Bigorre (rhumatologie, affections psychosomatiques, voies respiratoires)
- Loudenvielle (centre thermoludique Balnéa)
- Saint-Lary-Soulan (rhumatologie et voies respiratoires)
- Capvern-les-Bains (appareil digestif, reno-urinaire, maladies métaboliques, rhumatologie)

### Haute-Garonne
Département de la Haute-Garonne :
- Bagnères de Luchon (rhumatologie, ORL, et voies respiratoires)
- Barbazan (affections urinaires, hépato-vésiculaires ou intestinales, troubles métaboliques).
- Salies-du-Salat (rhumatologie, gynécologie, troubles du développement de l'enfant)

### Ariège
Département de l'Ariège :
- Aulus-les-Bains (maladies des voies urinaires, maladies métaboliques comme le cholestérol, diabète, et surcharge pondérales)
- Ax-les-Thermes (affections rhumatismales, ORL et voies respiratoires)
- Ornolac-Ussat-les-Bains (neurologie, affections psychosomatiques, gynécologie)
- Ussat

### Aude
Département de l'Aude :
- Alet-les-Bains (maladies de l'appareil digestif et métaboliques)
- Rennes-les-Bains (rhumatologie et traumatismes ostéo-articulaires)

### Pyrénées-Orientales
Département des Pyrénées-Orientales
- thermes de Mondony à Amélie-les-Bains-Palalda (pneumologie, rhumatologie, voies respiratoires)
- Le Boulou (maladies de l’appareil digestif et maladies cardio-artérielles)
- Molitg-les-Bains (dermatologie, affections des muqueuses bucco-lingales, voies respiratoires, rhumatologie)
- Thuès-les-Bains
- Prats-de-Mollo-la-Preste (rhumatologie, appareil rénal et urinaire, maladies métaboliques)
- Vernet-les-Bains (voies respiratoires, rhumatologie)